# Vratislava (členka rodu Hrabišiců)
Vratislava († po 1230) byla česká šlechtična.
Její původ není známý. Vdala se za Kojatu IV. Hrabišice, jemuž ale neporodila žádné dítě. Kojata ji ve své závěti z roku 1227 odkázal vesnice Budíkovice, Kojetice a Jiřinovice, Tlustovousy, Limuzy, Šestajovice a Ostřešany, které po její smrti měly připadnout zderazskému kláštera křižovníků strážců Božího hrobu. Příštího roku Kojata skutečně zemřel. Mezi lety 1227 a 1230 se Vratislava podílela na založení odnože zderazského kláštera ve Světcích.